# (466749) 2015 AY94
(466749) 2015 AY94 es un asteroide perteneciente al cinturón de asteroides, descubierto el 1 de octubre de 2005 por el equipo Spacewatch desde el Observatorio Nacional de Kitt Peak (Arizona, Estados Unidos).